# Эссельборн
Эссельборн (нем. Esselborn) — община в Германии, в земле Рейнланд-Пфальц. 
Входит в состав района Альцай-Вормс. Подчиняется управлению Альцай-Ланд.  Население составляет 360 человек (на 31 декабря 2010 года). Занимает площадь 4,10 км².